# جون ليو
جون ليو (بالإنجليزية: John Liu)‏ هو سياسي أمريكي، ولد في 8 يناير 1967 في تايوان. حزبياً، نشط في الحزب الديمقراطي. وقد انتخب New York City Comptroller ‏.

## وصلات خارجية
- الموقع الرسمي